# Tunnelhill
Tunnelhill es un borough ubicado en los condados de Blair y Cambria en el estado estadounidense de Pensilvania. En el año 2000 tenía una población de 409 habitantes y una densidad poblacional de 329 personas por km².

## Geografía
Tunnelhill se encuentra ubicado en las coordenadas 40°28′39″N 78°32′29″O / 40.47750, -78.54139.

## Demografía
Según la Oficina del Censo en 2000 los ingresos medios por hogar en la localidad eran de $22,604 y los ingresos medios por familia eran $34,500. Los hombres tenían unos ingresos medios de $23,500 frente a los $16,250 para las mujeres. La renta per cápita para la localidad era de $13,042. Alrededor del 16.9% de la población estaba por debajo del umbral de pobreza.